# Thommerbach
Der Thommerbach ist ein Gewässer III. Ordnung im rheinland-pfälzischen Landkreis Trier-Saarburg und ein linker Zufluss des Feller Bachs. Er hat eine Länge von 7,8 km und ein Einzugsgebiet von 11,4 km².

## Geographie

### Verlauf
Der Thommerbach entspringt auf der Gemarkung von Osburg, fließt am Kahlborn vorbei, unterquert die Landesstraße 149
und bildet im Klausbachtal die Gemarkungsgrenze zwischen Thomm und Herl.
Südöstlich von Thomm entspringt der Boorbach am alten Thommer Boor, der nach etwa 350 Metern von links in den Thommerbach mündet.
Beim Boorbach befindet sich ein Pumpwerk.
Über eine kleine Brücke führt der Schiefer-Wackenweg,
danach mündet ein Graben (GKZ 26728114) von rechts in den Bach. Unmittelbar dahinter liegt das Gelände der ehemaligen Thommer Mühle.
Vom Kirchhuf kommend mündet dann ein etwa 250 Meter langes Gewässer im Distrikt 
In der Fischerei
von links in den Thommerbach.
Bei einer 
weiteren Brücke
treffen die Gemarkungen von Fell, Herl und Thomm aufeinander.
Dann bildet der Thommerbach im Nossernbachtal die Grenze zwischen Thomm und Fell. 
Von links fließt der Kongeltbach (GKZ 26728116) zu, der im Distrikt In Kongelt entspringt und im Distrikt Unterm Brasilienberg mündet.
Im Quellgebiet des Kongeltbaches befindet sich ein alter Wasserbunker.
Der Thommerbach fließt am ehemaligen Betonsteinwerk Fell und am Besucherbergwerk Fell vorbei, 
nimmt von rechts den
Dewaldsborn (GKZ 2672812)
auf sowie unmittelbar nach der Unterquerung der Kreisstraße 82 von links den Kasoelbach.
In der Gemeinde Fell wird der Bach als Spitzer Bach bezeichnet.
Von links mündet dann der
Schraubelsbach (GKZ 2672892)
und unterhalb der Feller Maximiner Burg erfolgt die Mündung in den Feller Bach, einen rechten Zufluss der Mosel.

### Zuflüsse
Von der Quelle zur Mündung. Abschnittsnamen fett. Daten nach dem GeoExplorer der Wasserwirtschaftsverwaltung Rheinland-Pfalz
Thommerbach, 6,9 km, 7,84 km²
- Boorbach (links), 0,3 km[4]
- Kongeltbach (links), 1,0 km, 0,87 km²
- Dewaldsborn (rechts), 0,8 km, 0,63 km²
- Kasölbach (Rilpesbach), 2,3 km, 1,68 km²

Spitzer Bach
- Schraubelsbach (links), 2,1 km, 1,56 km²

## Wirtschaft
Beim ehemaligen Betonsteinwerk befinden sich die Gemeindeteile Noßertal (Fell) und Thommerberg (Thomm).
Im Jahre 2011 wurde ein etwa 300 Meter langes Stück des Baches im Bereich des ehemaligen Betonsteinwerkes im Rahmen der Aktion Blau renaturiert. Danach entstand dort ein Wohnmobilstellplatz.
Im Nosserbachtal gibt es eine Vielzahl von ehemaligen Schiefergruben.
Große Tagebaue waren die Gruben Vogelsberg und Thommerberg.